# Contea di Herkimer
La contea di Herkimer (in inglese Herkimer County) è una contea dell'area centro-orientale dello Stato di New York negli Stati Uniti. Il capoluogo è Herkimer.

## Geografia fisica
La contea si trova nel centro-est dello Stato. La parte settentrionale è prevalentemente montuosa e occupata dai monti Adirondack, mentre l'area meridionale è collinare. Nell'area meridionale scorre da ovest a est il fiume Mohawk. I fiumi dell'area centro-settentrionale scorrono verso occidente. I principali da nord a sud sono: il ramo occidentale dell'Oswegatchie, Beaver, Moose, Black e West Canada Creek. Quest'ultimo alimenta il lago artificiale della Hinckley Rervoir al confine con la contea di Oneida.
Proseguendo il suo corso il West Canada Creek segna parte del confine occidentale con la contea di Oneida per poi sfociare nel fiume Mohawk in corrispondenza di Herkimer, il capoluogo di contea. Numerosi sono i laghi che caratterizzano il paesaggio specie nell'area settentrionale. Tra i laghi principali sono da ricordare i laghi che costituiscono la  Fulton Chain Lakes (otto laghi formati dal fiume Moose), il lago Big Moose e la Stillwater Reservoir alimentata dal fiume Beaver. Parte del territorio rientra nel Adirondack Park.

### Contee confinanti
- Contea di St. Lawrence - nord
- Contea di Hamilton - nord-est
- Contea di Fulton - est
- Contea di Montgomery - sud-est
- Contea di Otsego - sud
- Contea di Oneida - ovest
- Contea di Lewis - nord-ovest

## Storia
I primi abitanti del territorio della contea furono i nativi Oneida, membri della confederazione irochese. Quando furono istituite le Province di New York nel 1683, l'area dell'attuale contea faceva parte della contea di Albany. La contea fu istituita nel 1791 separando il territorio che ne avrebbe fatto parte dalla contea di Montgomery. Assunse il nome dal generale statunitense Nicholas Herkimer morto nel 1777 nel corso della battaglia di Oriskany, combattuta nel sud della contea. Il territorio era molto più esteso di quello attuale. Nel 1798 ne venne separato parte del territorio che avrebbe costituito le contee di Chenango e Oneida. Nel 1802 ne venne separato parte del territorio che avrebbe costituito la contea di St. Lawrence.

## Comuni
| - Cold Brook - village - Columbia - town - Danube - town - Dolgeville - village - Fairfield - town - Frankfort - town - German Flatts - town - Herkimer (capoluogo) - town - Ilion - village - Litchfield - town - Little Falls - city - Manheim - town - Middleville - village | - Mohawk - village - Newport - town - Norway - town - Ohio - town - Poland - village - Russia - town - Salisbury - town - Schuyler - town - Stark - town - Warren - town - Webb - town - West Winfield - village - Winfield - town |